# اشتات‌میته

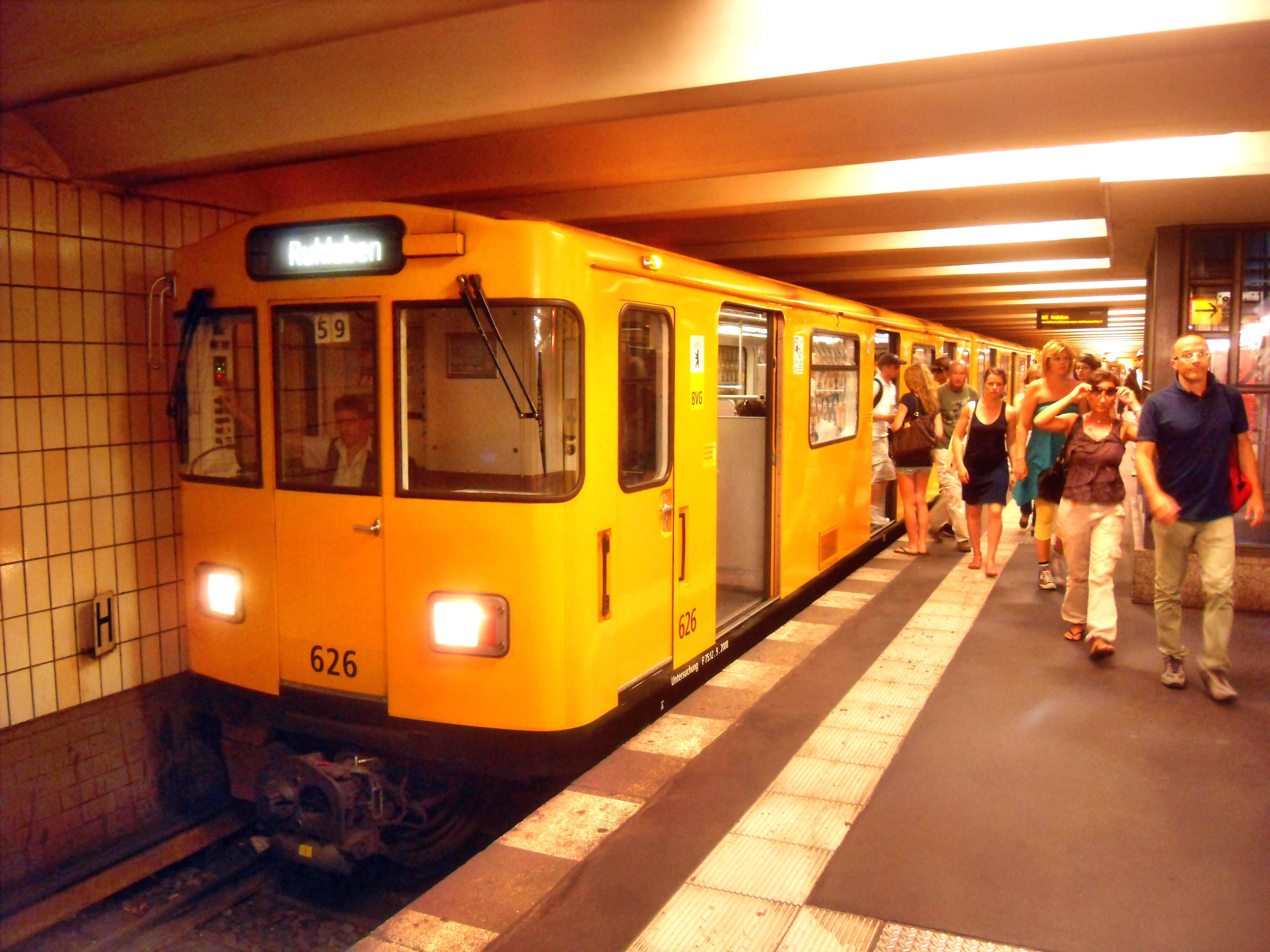
یستگاه مترو در خط او۲

اشتات‌میته (آلمانی: Stadtmitte؛ به  معنی مرکز شهر) یک ایستگاه متروی برلین در منطقه برلین-میته است که در خطوط U2 و U6 قرار دارد.